# وزارة عبد المحسن السعدون الثانية
وزارة عبد المحسن السعدون الثانية أو الوزارة السعدونية الثانية هي حكومة عراقية تأسست في 26 حزيران 1925 خلفا لوزارة ياسين الهاشمي الأولى التي استقالت في اليوم ذاته. استمرت الوزارة حتى يوم 21 تشرين الثاني 1926.
شغل عبد المحسن السعدون منصب رئيس الوزراء للمرة الثانية بعد وزارته الأولى.

## تشكيلة الوزارة[1]
- رئيس مجلس الوزراء: عبد المحسن السعدون، وكذلك وزير خارجية
- وزير الدفاع: صبيح نشأت
- وزير الداخلية: رشيد عالي الكيلاني
- وزير المالية: رؤوف الجادرجي
- وزير الأوقاف: حمدي الباجه جي
- وزير العدلية: ناجي السويدي
- وزير الإشغال والمواصلات: عبد الحسين الجلبي
- وزير المعارف: حكمت سليمان

## التعديلات الوزارية
في 8 تشرين الثاني 1925، قدم وزير المالية رؤوف الجادرجي استقالته من الحكومة.
وبعد انتخاب وزير الداخلية رشيد عالي الكيلاني رئيسا لمجلس النواب قبلت استقالته من منصب وزير الداخلية، واسند المنصب بالوكالة إلى وزير المعارف حكمت سليمان، ثم جرى تعديل وزاري جديد، كما يلي:
- وزير الداخلية: حكمت سليمان
- وزير المعارف: عبد الحسين الجلبي
- وزير الإشغال والمواصلات: صبيح نشأت بالوكالة، وبقي بمنصبه وزيرا للدفاع

بعد استقالة وزير المالية رؤوف الجادرجي، تولى رئيس الوزراء عبد المحسن السعدون وزارة المالية بالوكالة
في 24 تشرين الثاني 1925، عين الوزراء التالية أسماؤهم في المناصب أدناه:
- وزير الدفاع: نوري السعيد، بالإضافة لمنصب وكيلا للقائد العام،
- وزير الإشغال والمواصلات: محمد أمين زكي
- وزير المالية: صبيح نشأت

في 8 أيار 1926، حدث خلاف عنيف بين السيد رشيد عالي الكيلاني رئيس مجلس النواب وبين صبيح نشأت وزير المالية، ما دفع الكيلاني إلى استقالته من رئاسة المجلس، فانتخب النواب وزير الداخلية حكمت سليمان رئيسا للمجلس، فتولى رئيس الوزراء عبد المحسن منصب وزير الداخلية بالوكالة.
في 20 حزيران 1926، عين عبد العزيز القصاب وزيرا للداخلية.
في 9 أيار 1926، قدم نوري باشا السعيد استقالته من منصب وزير الدفاع. في 22 أيار 1926، عين وزيرا الأوقاف حمدي الباجه جي وزيرا للدفاع بالوكالة.

## استقالة الوزارة
في 1 تشرين الثاني 1926، قدم رئيس الوزراء عبد المحسن السعدون كتاب استقالته إلى الملك فيصل الأول، بسبب عدم مساندة حزبه (حزب التقدم) في اختيار رئيس مجلس النواب. قبل الملك فيصل الاستقالة واستمرت وزارته في تصريف الأعمال لحين تشكيل وزارة جديدة. انتهت مهمة الوزارة في 21 تشرين الثاني 1926.